# Centrum Edukacji Przyrodniczej Tatrzańskiego Parku Narodowego
Centrum Edukacji Przyrodniczej Tatrzańskiego Parku Narodowego, dawniej Muzeum Przyrodnicze Tatrzańskiego Parku Narodowego w Zakopanem – placówka Tatrzańskiego Parku Narodowego, która funkcjonowała pod nazwą Muzeum Przyrodniczego TPN w latach 1984–2004.

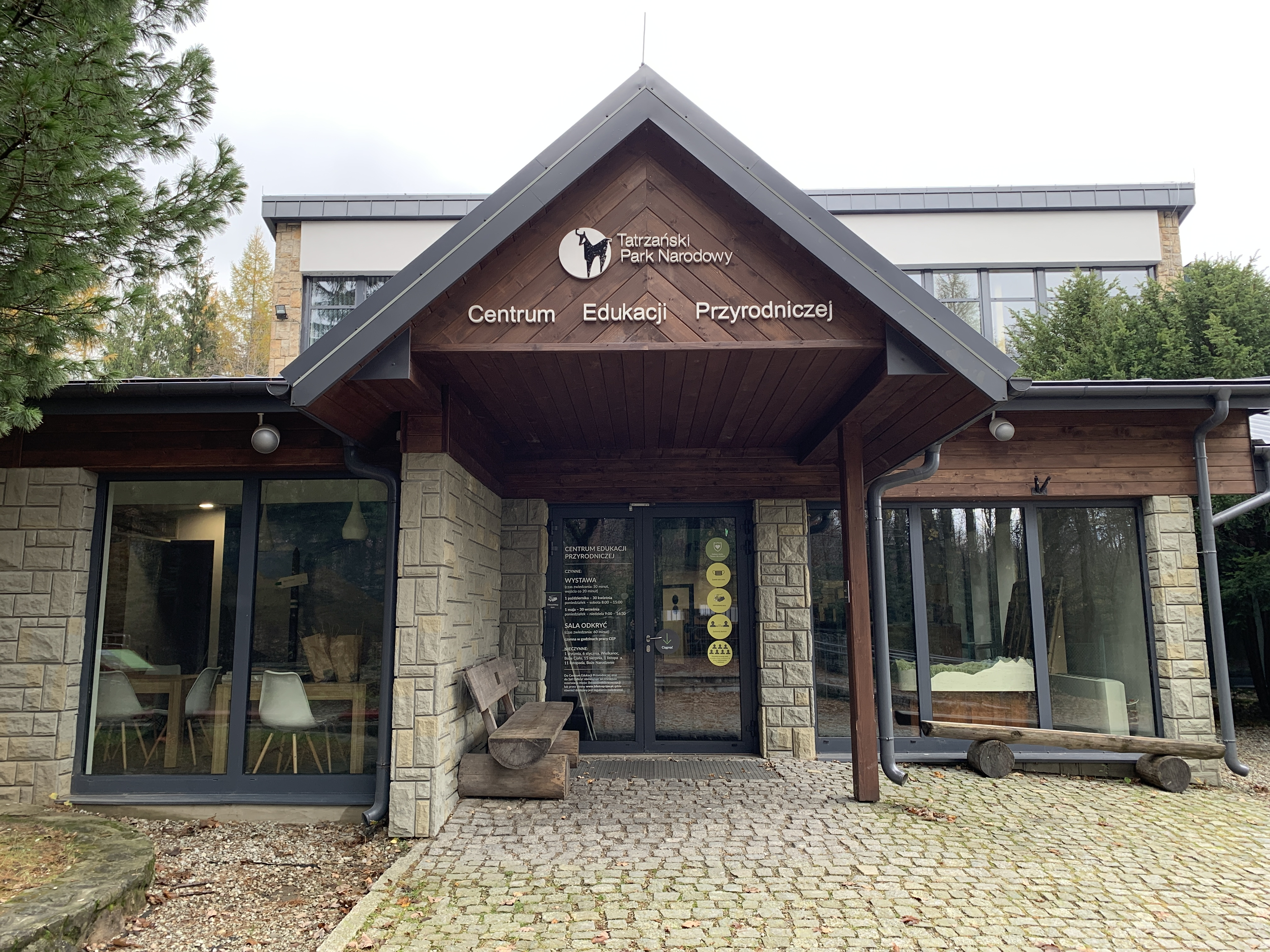
Główne wejście

Muzeum zostało utworzone w 1984 roku, a w jego powstaniu brali udział m.in. prof. Witold Paryski oraz prof. Mieczysław Klimaszewski. Głównym tematem wystawy prezentowanej w placówce była tatrzańska przyroda oraz historia ochrony przyrody w Tatrach. W 2004 roku podjęto decyzję o przekształceniu muzeum w ośrodek edukacji przyrodniczej. Zmodernizowano wystawę i rozpoczęto realizację licznych programów edukacyjnych skierowanych do turystów i społeczności lokalnej. W latach 2015–2017 dzięki wsparciu Funduszy Norweskich oraz środków Unii Europejskiej dokonano rozbudowy i przebudowy Centrum. Obecnie prezentowana jest w nim nowoczesna multimedialna ekspozycja przyrodnicza.
W Centrum znajduje się też Ośrodek Dokumentacji Tatrzańskiej im. Zofii Radwańskiej-Paryskiej i Witolda H. Paryskiego. Placówka ta przejęła liczący kilkadziesiąt tysięcy pozycji zbiór Zofii i Witolda Paryskich, w skład którego wchodzą m.in. książki, czasopisma, mapy, fotografie i karty pocztowe.